# Hic sunt dracones

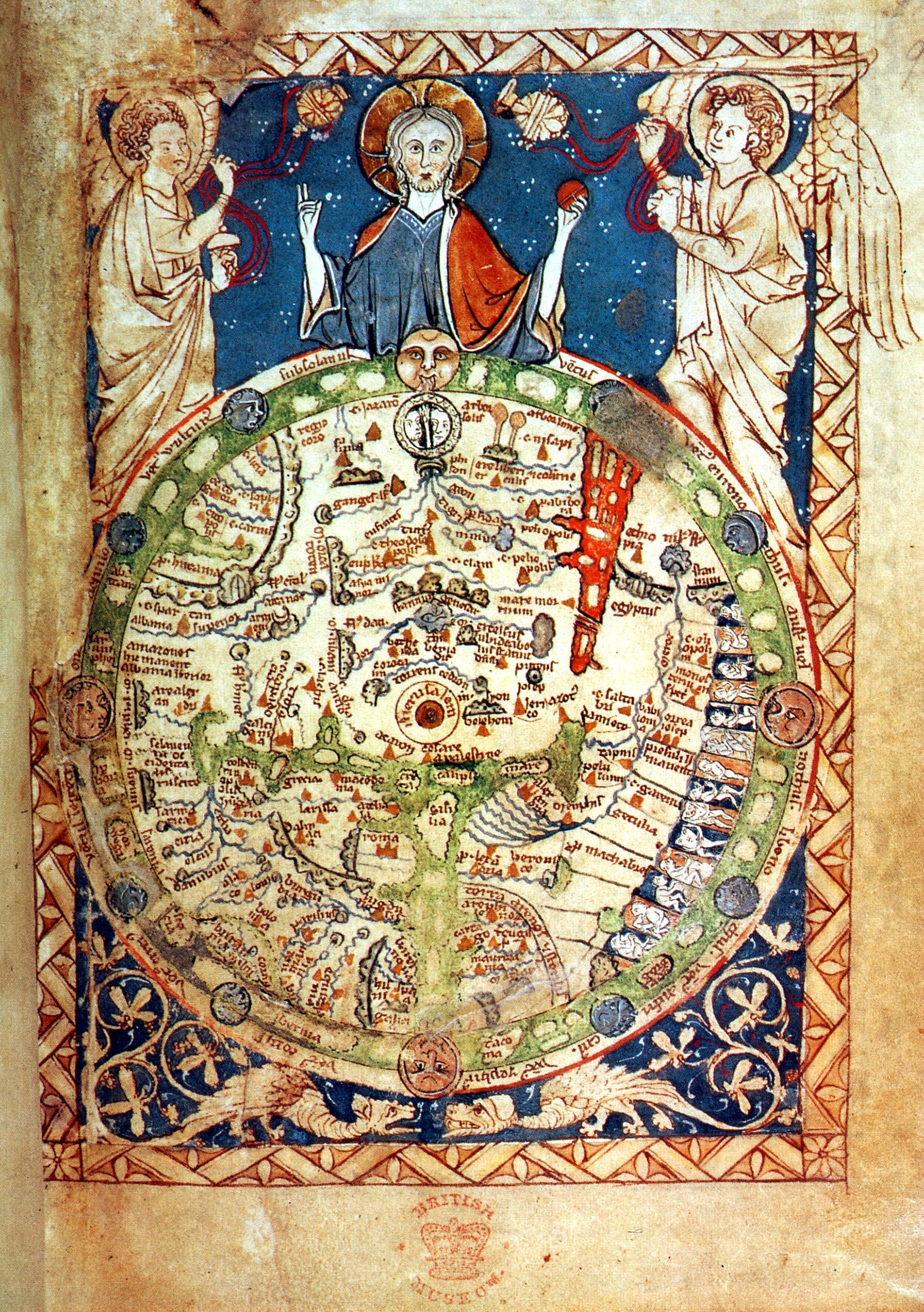
El món de Salteri

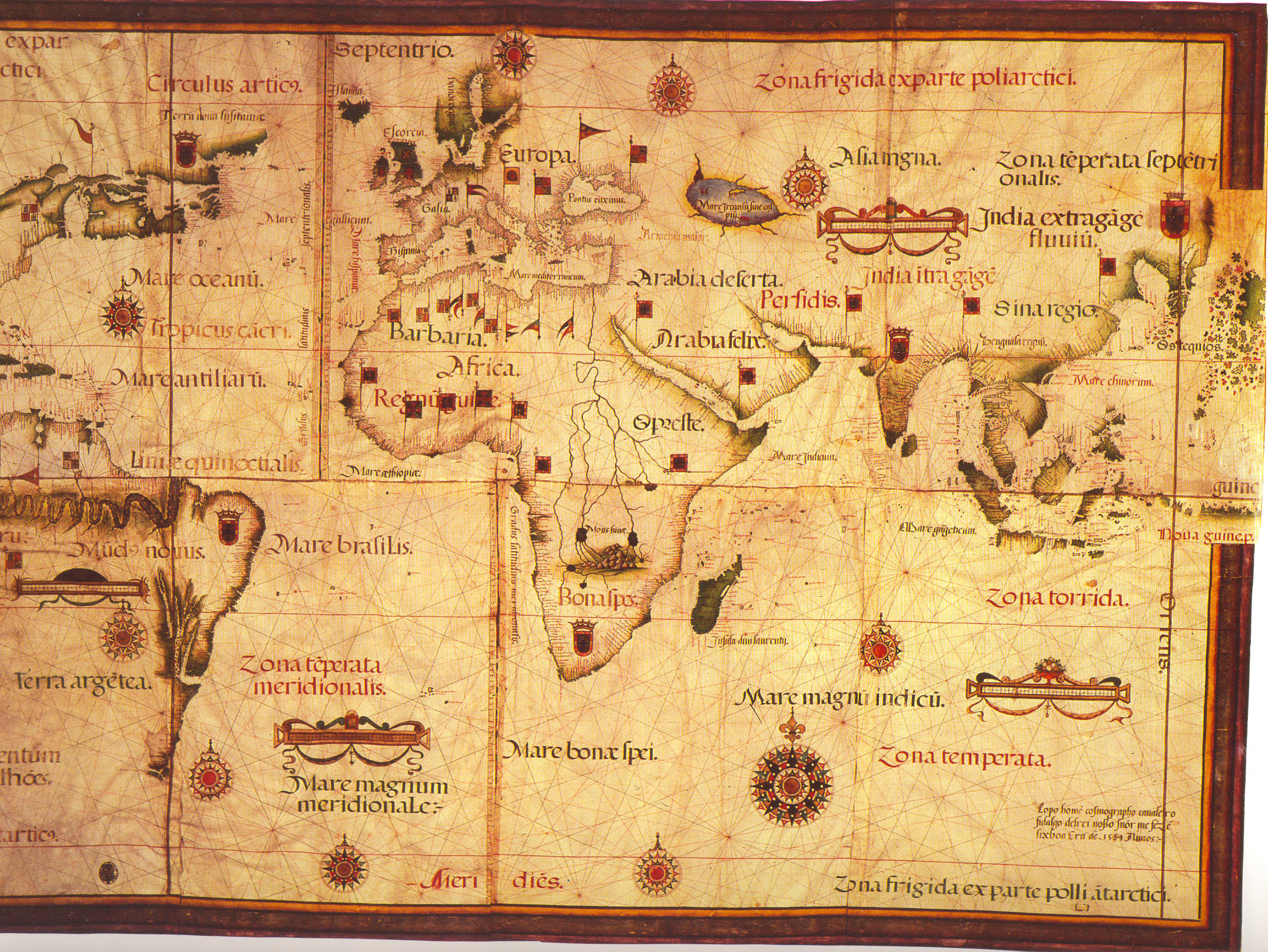
Mapa Mundi

Hic sunt dracones (traduït a «aquí hi ha dracs») és una locució llatina utilitzada en mapes moderns per tal de descriure territoris perillosos, desconeguts o poc explorats. La frase fa referència a una pràctica comuna medieval de posar les serps de mar, llops marins, dracs o altres criatures mitològiques a les zones inexplorades i/o desconegudes dels mapes.
Concretament, l'únic ús conegut d'aquesta frase se situava a la costa d'Àsia dins el mapa Lenox Globe. Normalment, dins els antics mapes només es trobaven, per referir-se a llocs inexplorats, referències de criatures.
En un altre context, alguns desenvolupadors de programari informàtics, de vegades, utilitzen aquesta frase per indicar algunes seccions particulars on els codis font d'un programa siguin difícils, per tal que altres programadors no es preocupin per elles.
L'expressió llatina hic sunt dracones és una llegenda. Analitzant les següents definicions del Diccionari de la llengua catalana de l'Institut d'Estudis Catalans, es pot treure la conclusió que és una inscripció gravada en els mapes medievals que té un fons real però no desenvolupat i que pretén explicar que certes zones del mapa són desconegudes.

## Història

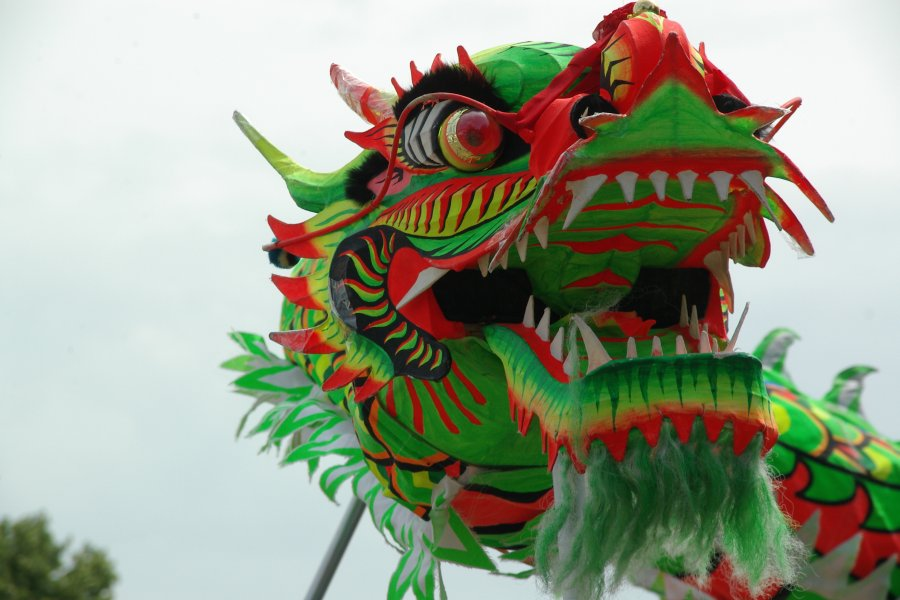
El ball del drac xinès

El terme va aparèixer per primera vegada al mapa de Globus Lenox al voltant de la costa oriental d'Àsia, podríem dir que va estar relacionat amb els dracs de Komodo a les illes d'Indonèsia, els contes dels quals eren comuns a tot l'Est d'Àsia.
En lloc de Hic Sunt Dracones la frase clàssica utilitzada pels cartògrafs a l'època romana i medieval, solia ser HIC SVNT LEONES (traduït a: aquí hi ha lleons) quan els territoris eren desconeguts en els mapes.
També es pot dir que MapHisters va esmentar nombroses bèsties terrorífiques i sorprenents que apareixien en els llocs dels mapes, inexplorats o desconeguts. Entre moltes d'aquelles bèsties n'hi havia que ara per ara són considerats comuns en l'actualitat, com per exemple: els elefants, les morses o els lleons.
D'altra banda, també consideraven que els terratrèmols eren causats pels dracs.
Es poden trobar dracs en tots els mapes d'aquesta època però especialment va tenir una història interessant a Gal·les.

### Gal·les
Quan els antics cartògrafs dibuixaven els confins del món conegut, més enllà del qual només hi havia rumors i imaginació, escrivien al mapa: Aquí hi ha Dracs.
Al segle xii a un lloc, amarat de folklore, enganxat a costums inusuals i resistint a tota influència externa, hi havia el principat de Gal·les. Influenciat per freqüents guerres de successió, on germans lluitaven contra germans, Gal·les necessitava un sobirà fort, decidit, capaç d'unir-los a tots per la guerra i forjar-los en una nació capaç de resistir l'atac anglès.
Semblava que el líder havia aparegut quan Llewellyn ap Iorwerth va guanyar el tron de Gwynedd. No només se les va agenciar per mantenir a ratlla les conquestes internes, va ser també un polític tan destre que el rei anglès li va oferir la seva filla com a esposa.
Per poc temps va semblar que, en una època de guerres i massacres gairebé constants, hi hauria una oportunitat per a una Gal·les independent, unificada i lliure de la ingerència externa.
Però el rei Joan (conegut com a Joan Sense Terra perquè el seu pare va fracassar en proporcionar-li un regne) és conegut en el folklore anglès com el vil germà del beneït Ricard Cor de Lleó. Mentre Ricard va passar tan sols dos mesos dels seus deu anys de regnat a Anglaterra i va dessagnar el país recaptant diners per a les seves creuades, Joan semblava haver estat un millor mereixedor del regne que va heretar.
Sempre assetjat per les lluites entre els nobles, sovint precipitat pel seu ferotge temperament o les seves maneres arrogants i eventualment forçat a signar la Carta Magna, garantint drets sense precedents tant als nobles com als comuns, Joan va ser però, un administrador astut que va intentar promoure la llei i l'ordre.

## Dracs en els mapes

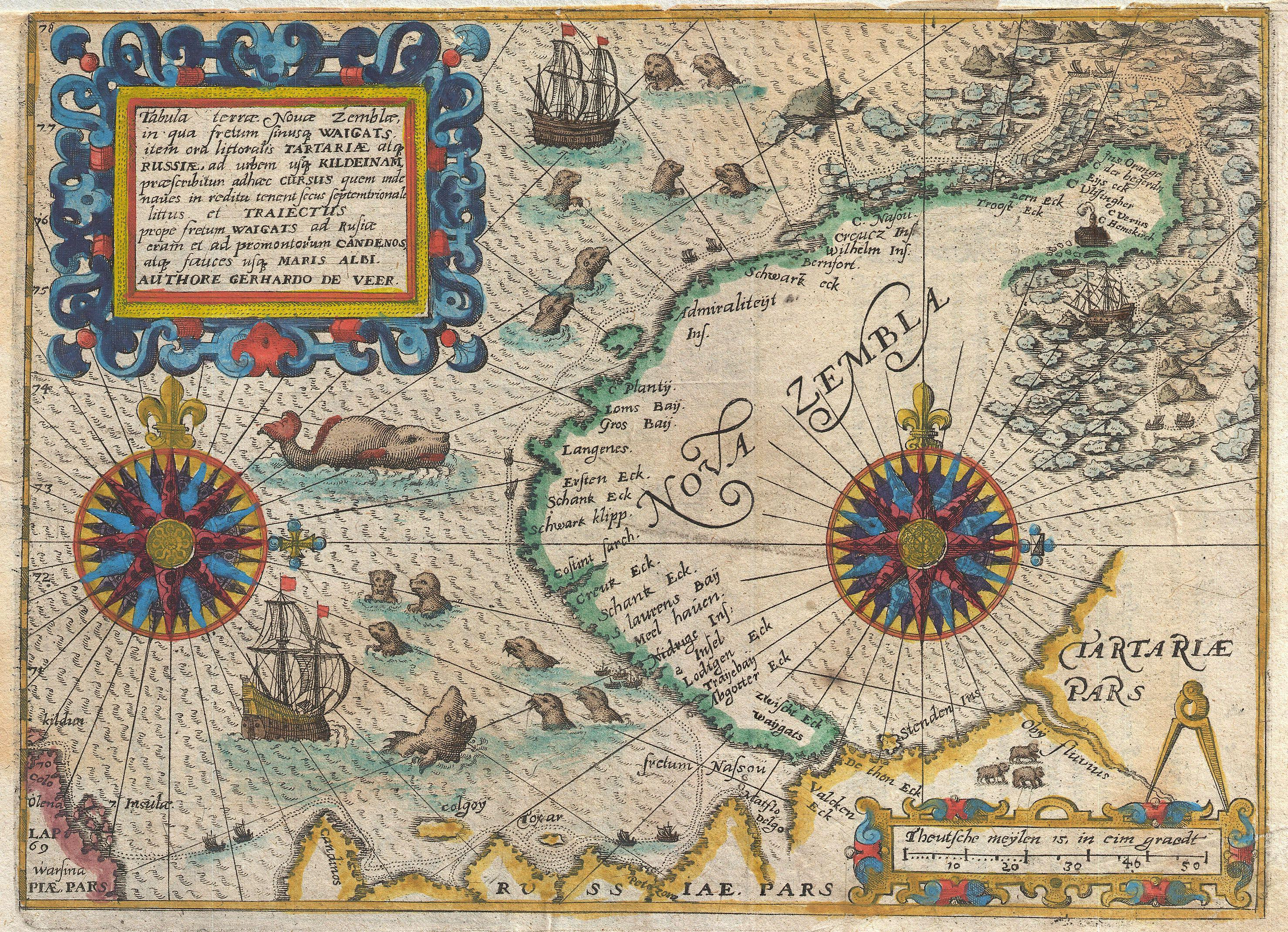
Mapa de Nova Zembla amb diferents animals marins per les aigües desconegudes.

### Dracs i "dracs" en els mapes
D'acord amb el Diccionari DIEC, "L'animal anomenat un drac alat és un cocodril amb cua de serp, on la serp i el drac, a vegades, són paraules intercanviables". A més, diu Brewer, que la paraula "drac" va ser utilitzada "pels eclesiàstics de l'Edat Mitjana com a símbol del pecat en general i el paganisme en particular". La metàfora es deriva de Satanàs on diu: " el gran drac ". En aquest sentit, una imatge d'un drac en un vell mapa és similar a un mapa modern que mostra els països de la comunitat en color rosa, no una vinyeta de l'ocell oficial de l'estat, o l'anotació: "no investigada aquesta zona".
Com M. Hoogvliet va assenyalar, el drac (Draco) és una subespècie de les serps.

### Aparició en mapes històrics
- El T-O (Mapa del món medieval) Mapa del Saltiri (ca. 1250 dC) té dracs com a símbol de pecat, de mort i també del diable, a la part inferior del món. Jesús i els àngels estan a la part superior.
- El mapa de Borja (ca. 1430 dC), a la Biblioteca del Vaticà, té dracs parescuts al típics dracs d'Àsia. En la part superior esquerra del mapa hi ha escrit: Hic etiam homines magna banyes habentes longitudinals quatuor pedum, et sunt etiam Serpentes tant magnitudinis, ut unum Bovem comedant integrum, que significa: Aquí hi ha homes que tenen quatre potes amb grans banyes, i fins i tot hi ha serps tan grans que es podrien menjar un bou sencer. Això pot referir-se als dracs de la dansa dels dracs xinesos.
- El mapa de Fra Mauro (ca. 1450) té la "Illa dels Dracs", una illa imaginària a l'Oceà Atlàntic.[6] En una inscripció, Mauro diu que a les muntanyes properes " hi ha una sèrie de dracs, que tenen una pedra que cura moltes malalties ", i descriu la caça dels dracs per obtenir les pedres en qüestió.[7] En una inscripció en una altra part del mapa, el cartògraf expressa el seu escepticisme pel que fa a "les serps, dracs i basiliscos" esmentats per alguns historiadors.[8]
- Un mapa japonès del segle xix, el Jishin no ben,[9] representa un drac, associant-lo amb els terratrèmols que causen.
- L'expressió anglesa "Here be Dragons" ("Aquí hi ha dracs") va ser utilitzada en un document enviat a la "Revista de la ciència planetària" per Michael James Gaffey, en referència a la regió del pol Nord, anomenada Terra Incognita.

## Altres criatures als mapes

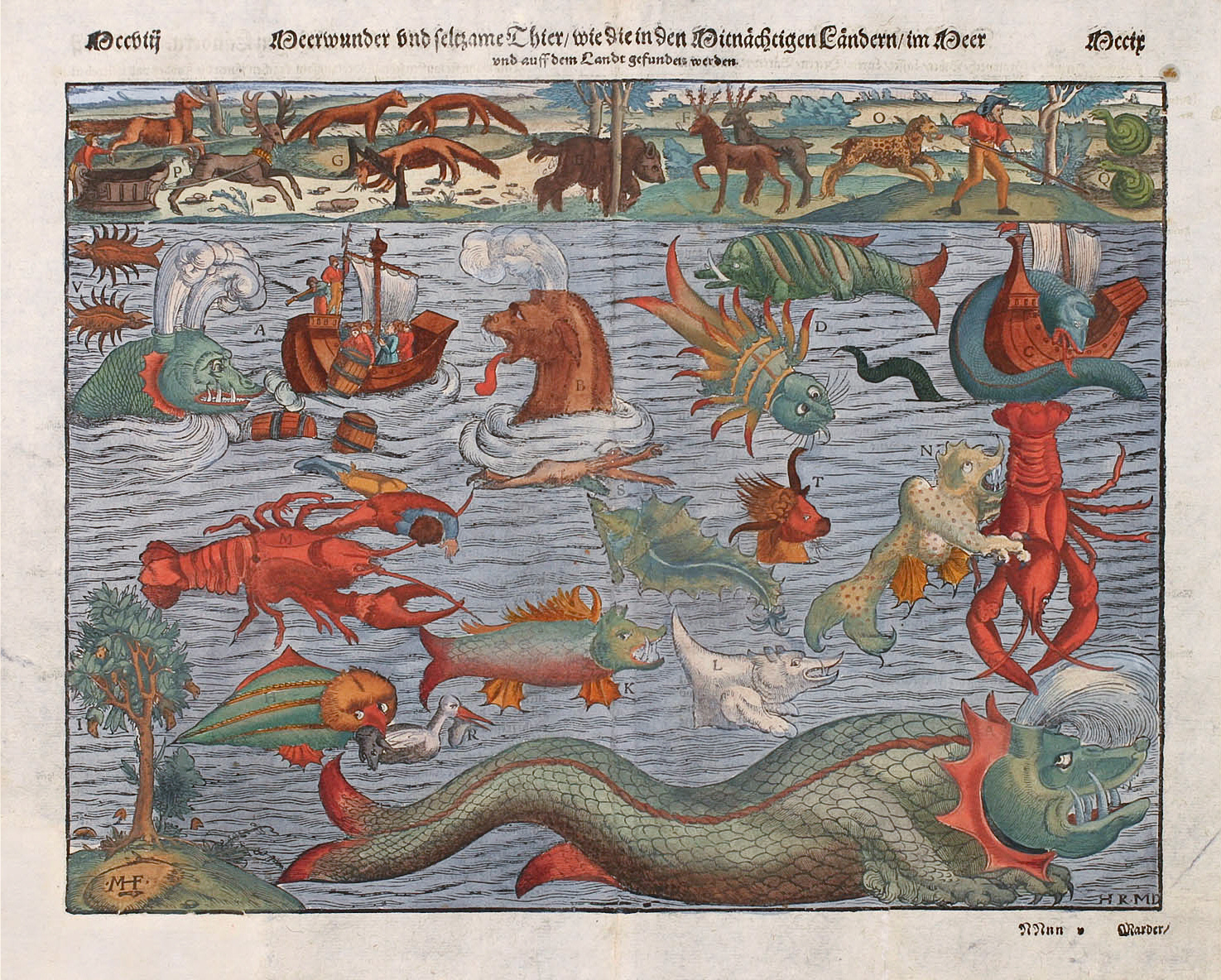
Diversos monstres existents

- Dins l'atles de Ptolemeu la Geografia adverteix els humans dels elefants, dels hipopòtams i dels caníbals.
- La Taula Peutingeriana té indicats tots els llocs desconeguts o poc explorats com l'origen i el naixement dels elefants, escorpins i els cinocèfals.
- Cotton MS. Tiberius B.V. fol. 58v (segle 10), Col·lecció de la Biblioteca Britànica del manuscrit, té indicat on abunden els lleons juntament amb una foto d'un lleó prop de la costa oriental d'Àsia. També indica on habitaven les serps, sud d'Àfrica. África, era territori de Zugis que estava ple de bèsties i serps.
- El mapa Ebstorf té un drac a l'extrem sud-oriental d'Àfrica juntament amb un escurçó i un basilisc.
- Mapa de Giovanni Leardo (1442) té, a l'extrem sud d'Àfrica, serps.
- Carta marina de Martin Waldseemüller (segle xvi) té una criatura marina semblant a l'elefant al nord de Noruega. Dins aquesta carta també s'hi pot trobar una llegenda que explica que les morses, amb dues dents llargues i quadrangulars habitaven allà.
- Carta marina de Waldseemüller (segle xvi) revisada per Laurentius Fries, indica que la morsa viu a l'estret de Davis i no al nord de Noruega.
- Carta del bisbe Olaus Magnus Marina, mapa d'Escandinàvia (segle xvi) considera el Mar del Nord com al lloc dels monstres. En canvi dins la terra apareixen tant un animal alt bípode, com depredadors semblants als dracs del nord de Lapònia.
- El mapa de Psalter (segle xiii) representa els dracs a la part inferior i aquests simbolitzen el diable.
- El mapa de Borgia (segle XV), Biblioteca Apostòlica Vaticana, té un text sobre una figura de drac, com a Àsia.
- Mapa de Giovanni Leardo (segle XV), té al sud d'Àfrica una figura d'una serp gegant.[4]